# Zalpuwa
Zalpuwa (o Zalpa) fu un'antica città anatolica dell'età del bronzo, il cui sito non è ancora stato scoperto. Dovrebbe trovarsi nei pressi della costa meridionale del Mar Nero, tra le città di Sinope e Trebisonda, in Turchia. La sua storia è in gran parte nota dal cosiddetto Proclama di Anitta. Zalpuwa era situata nei pressi del "mare di Zalpa" (forse un lago o un golfo). In questa città si svolgono gran parte delle vicende raccontate in un'antica leggenda, La regina di Kanesh, composta o tradotta in lingua hurrita.
Il fiume di Kanesh sfocia nel Mar Nero, e non in un lago, come per esempio il Lago Tuz, il che fa pensare che Zalpa si trovasse vicino al mare. Zalpuwa è anche menzionata nella preghiera del re Arnuwanda I, che la colloca presso Nerik. Entrambe erano state conquistate dai Kaska durante il suo regno (XIV secolo a.C.). La stessa preghiera cita anche Kammama, che fu occupata dai Kaska nello stesso periodo. È probabile che Zalpuwa fosse una città hattica dell'Anatolia centro-settentrionale, al pari di Nerik, Hattuša e Sapinuwa. Zalpuwa fu molto probabilmente, come le sue vicine, fondata dagli Hatti.
Intorno al XVII secolo a.C., il re Uhna di Zalpuwa invase Kanesh, incendiandola (tale calamità pose fine al livello II del karum di Kanesh) e trafugò l'idolo di Sius, il protettore della città. Sotto il regno di Huzziya, il re di Kanesh, Anitta, conquistò Zalpuwa. Anitta catturò Huzziya e riportò l'idolo di Sius a Kanesh.